# استان بگماتی
استان بَگماتی (به نپالی: बाग्मती प्रदेश) (به انگلیسی: Bagmati Province) یک استان در نپال است. استان بَگماتی ۲۰٬۳۰۰ کیلومتر مربع مساحت و ۵٬۵۲۹٬۴۵۲ نفر جمعیت دارد.